# Roger Baens
Roger Baens (Molenstede, 18 de agosto de 1933-Aarschot, c. 28 de marzo de 2020) fue un ciclista belga, profesional entre 1956 y 1964, cuyos mayores éxitos deportivos los obtuvo en la Vuelta a España, donde consiguió 3 victorias de etapa. 
Falleció en una residencia para mayores en Rillaar, en las proximidades de Aarschot a los ochenta y siete años. Su familia anunció el deceso el 28 de marzo de 2020.

## Palmarés
1957
- 1 etapa de la Vuelta a España

1958
- De Drie Zustersteden
- 1 etapa de la Vuelta a Bélgica
- Gran Premio de la Villa de Zottegem
- Tour de Limburgo

1959
- A Través de Flandes

1960
- 1 etapa de la Vuelta a los Países Bajos

1961
- 1 etapa de la Vuelta a los Países Bajos

1963
- 2 etapas de la Vuelta a España

## Resultados en Grandes Vueltas y Campeonatos del Mundo
| Carrera         | 1957 | 1958 | 1959 | 1960 | 1961 | 1962 | 1963 | 1964 |
| --------------- | ---- | ---- | ---- | ---- | ---- | ---- | ---- | ---- |
| Giro de Italia  | -    | -    | -    | -    | -    | -    | -    | -    |
| Tour de Francia | -    | -    | -    | -    | -    | 43.º | Ab.  | -    |
| Vuelta a España | 22º  | -    | Ab.  | -    | -    | -    | 22º  | -    |
| Mundial en Ruta | -    | -    | 34º  | -    | -    | -    | -    | -    |

-: no participa 

Ab.: abandono